# Headliner
Ein Headliner ist jemand, der Schlagzeilen (englisch headlines) macht. Nach Merriam-Webster’s Collegiate Dictionary ist der Ausdruck im Englischen seit 1896 bezeugt.
Im Musikjargon bezeichnet der Begriff heute zumeist einen für das Publikum aus Veranstaltersicht vermuteten „bekanntesten“ Künstler unter denjenigen, die als Musiker oder Band bei einem Konzert oder Musikfestival, oder als DJ in einem Club auftreten. Der Ausdruck rührt daher, dass diese Künstler oder Gruppen auf Plakaten meist plakativ genannt werden, um möglichst viele Zuschauer anzuziehen. Im Regelfall spielt ein Headliner am Ende des Konzerts und erhält die längste Spielzeit, als DJ im Club in der Regel zur Primetime. Eine andere Bezeichnung ist auch „top act“. Bands, die vor dem Headliner auftreten, nennt man Vorbands oder Vorgruppen (englisch supporting act).